# H1z1
H1Z1 je besplatna betl rojal igra razvijena i objavljena od strane kompanije Daybreak Game Company. Razvijanje igre je počelo nakon podele originalnog H1Z1 u dva različita projekta početkom 2016: H1Z1: Just Survive i H1Z1: King of the Kill. Igrice su dalje podeljene kao različiti projekti oktobra 2017, Just Survive izbacuje H1Z1 iz imena, dok King of the Kill postaje samo H1Z1.
Nakon tri godine kao early access za Microsoft Windows, zvanično je objavljena kao free-to-play igra u februaru 2018. kasnije je H1Z1 objavljen i za PlayStation 4 maja 2018. i kasnije za Xbox One.

## Razvoj
Igrica je originalno objavljena na Steam-u kao early access datuma 15. januara 2015. Na početku, igrica je imala tehničkih problema sa serverima. Igrači su se žalili da ne mogu da se prijave na svoje naloge ili da pristupe nekom od aktivnih servera. Problemi sa frejmovima i AI likovima, kao i nedostatak glasovne komunikacije su takođe bili prisutni. Novi kvar koji je sledio da se svi serveri ugase je takođe predstavljen igri nakon što je razvijač objavio peč da sredi druge probleme. Uprkos nestabilnom početku, Džon Smidli, direktor Daybreak Game-a je objavio da je igrica prodata u više od milion kopija do marta 2015.
U februaru 2016, Daybreak je objavio da igra originalno znana kao H1Z1 je podeljena na dva različita projekta sa njihovim posvećenim developerima, nazvanim Just Survive i King of the Kill. Kasnije te godine je objavljeno da razvoj verzije za konzole je pauziran da bi se fokusirali na Windows verziju igre, koja je zvanično objavljena 20. Septembra 2016.Međutim nedelju dana pre objavljivanja, izvršni producent je izjavio da zbog do tad nedovršenih karakteristika, će igra ostati early acces do daljenjeg. Kao kompromis igra je dobila veliku nadogradnju 20. Septembra, uključujući i mnoge karakteristike nameravane za zvanično objavljivanje.
Turnir na televiziji za igricu, nazvan je H1Z1: Fight for the Crown, emitovan je Aprila 2017. na The CW.Oktobra 2017. je najavljeno da će igra odbaciti King of the Kill naziv i postati samo H1Z1.Turnir za pozive je održan tokom TwitchCon u Long Beach Convention Center istog meseca.Profesionalna H1Z1 liga je najavljena naknadno Oktobra 2017. koja je parnerstvo između Daybreak Games i Twin Galaxies sa "player-first" pristupaju da naprave održivu profesionalnu eSports ligu za "jedan protiv svih" battle royale žanr igre. Liga će početi drugom polovinom 2018.
Igra je u potpunosti objavljena 28. februara 2018. Pokretanje igre je obuhvatalo nadogradnje za rezultate, bitku, oružije, gejmplej, i novi mod u igri, Auto Royale. Nadogradnja je zvanično i pokrenula prvu sezonu.. Nedelju dana nakon zvanične objave je najavljeno da će se igra vratiti kao besplatna. Igra je takođe objavljena za PlayStation 4 datuma 22. maja 2018.

## Igranje
H1Z1 je betl rojal (eng. battle royale) igra u kojoj se do 150 igrača takmiče jedan protiv drugog u last man standing detmeču. Igrači mogu da igraju sami, u dvoje ili u grupama od pet igrača u cilju da ostanu kao poslednja osoba ili poslednji tim na igralištu.
Igrači započinju svaki meč padobranom sa nasumične lokacije iznad mape. Kada slete, moraju naći način da se odbrane. To mogu da rade na raznorazne načine; od pronalaženja oružja i lova na druge igrače do sakrivanja dok se drugi igrači ne poubijaju. Vozila su raspoređena po mapi tako da omogućavaju igračima da stignu neprijatelje ili prosto služe kao prevoz. Igrači se opremaju raznovrsnim zalihama iz okruženja, uključujući oružje, opremu i prvu pomoć. Igra poseduje i sistem za pravljenje koja omogućava igračima da prave improvizovani alat.
Kako igra odmiče, otrovni gasni oblak prekriva mapu, nanoseći štetu igračima koji su ostali u njemu. Ovo efektivno utiče na preostale igrače da se suprostave jedan drugom u malom prostoru. Gas se širi u vremenskim intervalima, nanoseći sve veću štetu igračima što meč duže traje.